# Aglaoprimnoa
Aglaoprimnoa is een geslacht van neteldieren uit de klasse van de Anthozoa (bloemdieren).

## Soort
- Aglaoprimnoa stefanii Bayer, 1996